# Kirti Rinpoche
| Tibetische Bezeichnung                  |
| --------------------------------------- |
| Wylie-Transliteration: kirti rin po che |
| Chinesische Bezeichnung                 |
| Vereinfacht: 格尔登活佛                 |
| Pinyin:Ge'erdeng huofo                  |

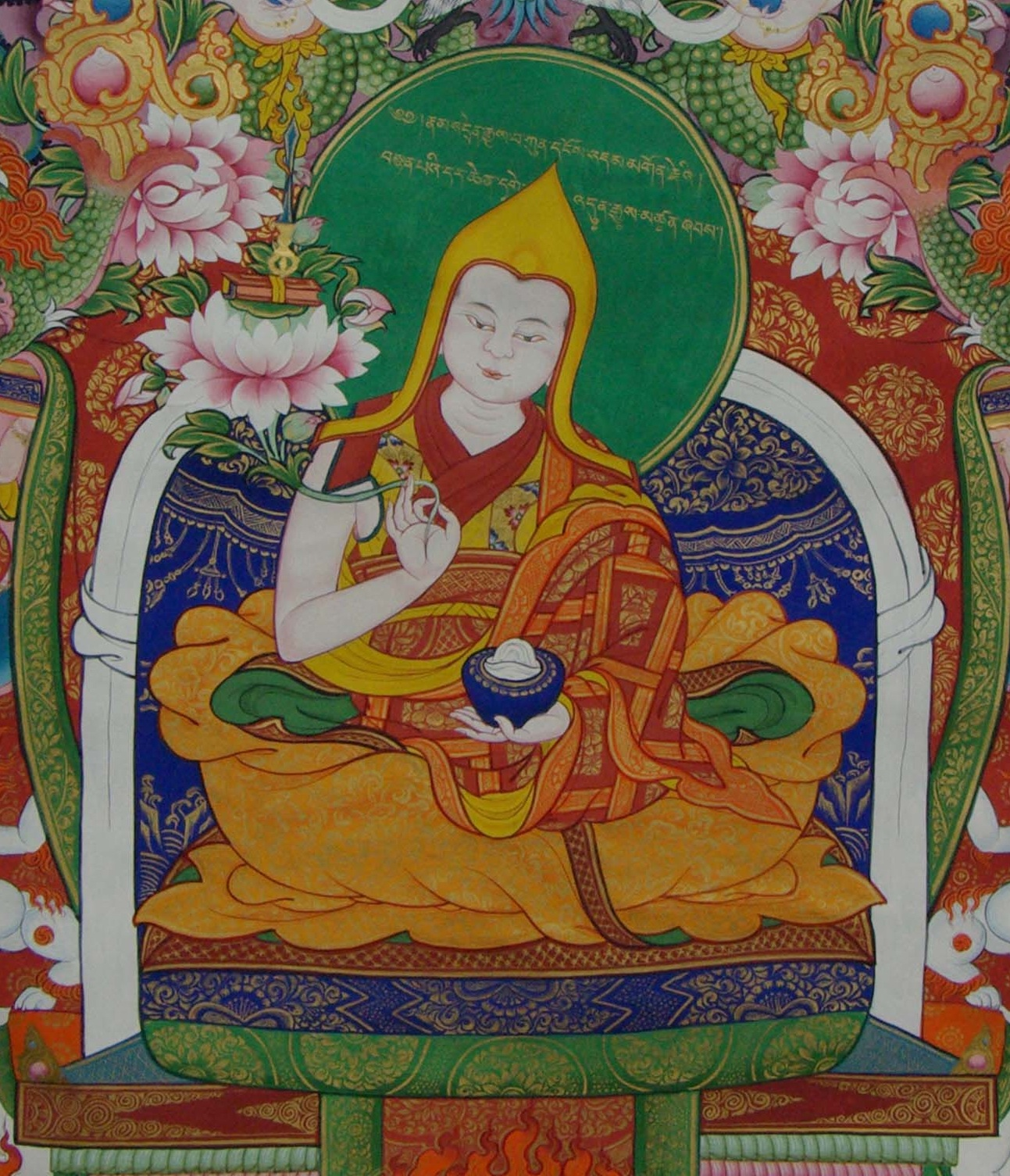
1. Kirti Rinpoche Gendün Gyeltshen

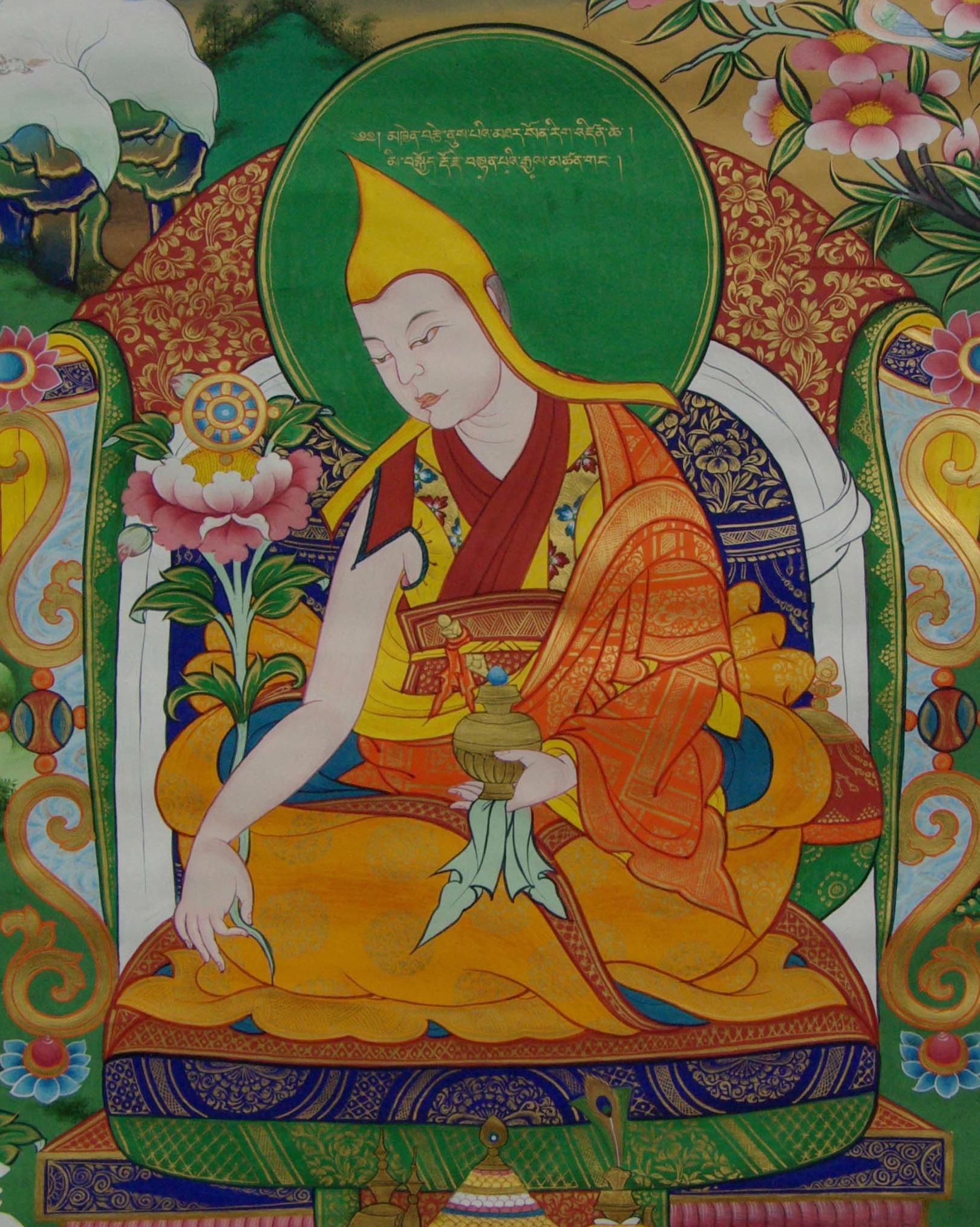
5. Kirti Lobsang Tenpe Gyeltshen

Kirti Rinpoche (tib. kirti rin po che) ist eine auf Rongchen Gendün Gyeltshen (rong chen dge 'dun rgyal mtshan; 1374–1450)  zurückgehende Inkarnationsreihe des tibetischen Buddhismus. Es ist die wichtigste Inkarnationsreihe des Klosters Kirti Gompa, des wichtigsten Gelug-Klosters der Ngawa-Region im südlichen Amdo (Sichuan).

## Übersicht
- 1. Rongchen Gendün Gyeltshen (rong chen dge 'dun rgyal mtshan; 1374–1450)[1]
- 2. Tenpe Rinchen[2] (bstan pa rin chen; 1474–1558)
- 3. Tenpe Rabgye[3] (bstan pa rab rgyas; 1564–1643)
- 4. Lobsang Jamyang[4] (blo bzang 'jam dbyangs rgya mtsho; 1656–1708)
- 5. Lobsang Tenpe Gyeltshen[5] (bzang bstan pa'i rgyal mtshan; 1712–1771)
- 6. Gendün Chökyi Wangchug[6] (dge 'dun chos kyi dbang phyug; 1773–1796)
- 7. Künga Chöpak Thubten Nyima[7] (kun dga chos 'phags thub bstan nyi ma; 1797–1848)
- 8. Lobsang Trinle Tenpe Gyatsho[8] (blo bzang 'phrin las bstan pa rgya mtsho; 1849–1904)
- 9. Kelsang Lodrö Künga Lungtog Gyatsho[9] (skal bzang blo gros kun dga' lung rtogs rgya mtsho; 1905–1920)
- 10. Ngawang Lobzang Tenpa Tsering[10] (nga dbang blo bzang bstan pa tshe rin; 1921–1941)
- 11. Lobsang Tendzin Jigme Yeshe Gyamtsho[11] (blo bzang bstan 'dzin 'jigs med ye shes rgya mtsho; 1942–)